# Görgeteg
Görgeteg este o localitate situată în partea de SV a Ungariei, în județul Somogy. Exploatare de petrol și gaze naturale.

## Demografie
Componența etnică a satului Görgeteg
     Maghiari (81,3%)
     Romi (17,23%)
     Necunoscut (0,25%)
     Alții (1,23%)
Componența confesională a satului Görgeteg
     Romano-catolici (66,11%)
     Reformați (7,88%)
     Fără religie (2,01%)
     Necunoscută (23,73%)
     Atei (0,26%)
Conform recensământului din 2011, satul Görgeteg avea 1.142 de locuitori. Din punct de vedere etnic, majoritatea locuitorilor (81,3%) erau maghiari, cu o minoritate de romi (17,23%). Apartenența etnică nu este cunoscută în cazul a 0,25% din locuitori.  Din punct de vedere confesional, majoritatea locuitorilor (66,11%) erau romano-catolici, existând și minorități de reformați (7,88%) și persoane fără religie (2,01%). Pentru 23,73% din locuitori nu este cunoscută apartenența confesională.